# Вторая всероссийская акклиматизационная выставка
Вторая всероссийская акклиматизационная выставка — прошла в 1878 году в новом Московском зоопарке (первая была проведена в 1863 году). В это время в зоопарке был открыт отдел аквариумов и террариумов, впоследствии реорганизованный в герпетологический и ихтиологический отделы.

## Описание

### Аквариумистика
В 1878 году А. С. Мещерский и Н. Ф. Золотницкий задумали создать постоянно действующий аквариум на территории открытого в 1864 году зоосада. Выставка была организована как подготовительный этап к формированию постоянно действующей экспозиции. Среди участников были И. С. Этикер, В. Н. Попандопуло, Н. В. Нелонов и другие российские любители. В 20 аквариумах были показаны экзотические растения и около 30 видов рыб (в том числе отсутствовавшие на тот момент в Германии и Англии гурами, а также американские ушастые окуни, макроподы, петушки), ряд пород золотой рыбки. Впервые были продемонстрированы 12 видов живых беспозвоночных (водяные клопы, жуки-плавунцы и их личинки, личинки стрекоз и двукрылых, губка-бодяга, гидра, инфузории) из коллекции лаборатории зоосада. В том же году был создан отдел ихтиологии как самостоятельное подразделение Общества акклиматизации, объединившего сотни аквариумистов.

### Птицеводство
На выставке были впервые продемонстрированы павловские куры, которые в дальнейшем стали участниками всех птицеводческих выставок.

### Другие отделы
Во время работы выставки был организован павильон шелководства, функционировавший до 1909 года. Помимо этого впервые был создан отдел пчеловодства.

## Итог
Одной из целей выставки была материальная поддержка зоологического сада, однако, несмотря на интерес публики, финансовые проблемы зоопарка она не решила.
Вместе с тем она привлекла внимание к аквариумистике, так что с С 1887 по 1898 год в Москве прошли ещё 8 выставок, где демонстрировалось большое количество пресноводных, морских и тропических рыб и растений.